# Phalloniscus avrilensis
Phalloniscus avrilensis är en kräftdjursart som först beskrevs av Van Name 1940.  Phalloniscus avrilensis ingår i släktet Phalloniscus och familjen Dubioniscidae. Inga underarter finns listade i Catalogue of Life.